# Szczęsny Jasiewicz
Szczęsny Jasiewicz, właśc. Feliks Szczęsny Konstanty Jasiewicz (ur. 23 stycznia 1865 w Jaryczowie Nowym, zm. 1 maja 1954) – polski nauczyciel.

## Życiorys
Urodził się 21 maja 1878 w Jaryczowie Nowym. Był wyznania rzymskokatolickiego.
Z wykształcenie był nauczycielem filologii klasycznej. 7 kwietnia 1903 został mianowany zastępcą nauczyciela (suplentem) w C. K. II Gimnazjum we Lwowie z językiem niemieckim wykładowym. 16 kwietnia 1903 podjął tam swoją pracę w szkolnictwie. W tej szkole uczył języka polskiego, rachunków. Na początku roku szkolnego 1903/1904 został przeniesiony do C. K. IV Gimnazjum we Lwowie. Stamtąd, rok później, tj. 9 lipca 1904 został przeniesiony do C. K. II Gimnazjum w Rzeszowie. W drugim półroczu roku szkolnego przebywał na urlopie. W szkole uczył języka łacińskiego, języka greckiego, języka polskiego, logiki, psychologii. 31 maja 1907 złożył egzamin nauczycielski, 30 sierpnia 1907 został mianowany nauczycielem rzeczywistym, a jego służba liczyła się od 1 września 1907. Ze względów służbowych (celem wyrównania sił nauczycielskich) 16 lipca 1908 przeniesiony do C. K. I Gimnazjum w Rzeszowie. Uczył tam języka łacińskiego, języka greckiego, propedeutyki filozofii, stenografii, był zawiadowcą biblioteki nauczycielskiej, kierownikiem koła filozoficznego. 16 czerwca 1910 został zatwierdzony w zawodzie nauczycielskim i otrzymał tytuł c. k. profesora. 17 kwietnia 1912 został mianowany pomocnikiem kancelaryjnym dyrektora zakładu na rok szkolny 1911/1912 i 1912/1913, 17 listopada 1913 został mianowany na tę funkcję na dwa dalsze lata tj. 1913/1914 i 1914/1915. Po wybuchu I wojny światowej i wyjeździe wielu osób z grona nauczycielskiego I Gimnazjum (we wrześniu 1914) prof. Jasiewicz pozostał w Rzeszowie i podjął opiekę nad zakładem. Po nastaniu okupacji miasta przez Rosjan w listopadzie 1914 pierwotnie podjął działalność gimnazjum, ale wobec zajęcia gmachu szkoły przez wrogie wojska w grudniu 1914 usiłował reaktywować pracę w budynku prywatnego gimnazjum żeńskiego (w swojej pracy wiele razy interweniował u władz rosyjskich), aczkolwiek ostatecznie nie doszło do wznowienia nauki. Po wyzwoleniu miasta 12 maja 1915 gmach nadał służył jako kwatery wojskowe, następnie jako szpital, zaś prof. Jasiewicz otrzymał polecenie znalezienia nowej siedziby szkoły, po czym 1 czerwca 1915 wznowił naukę na kursach wakacyjnych. Został zmobilizowany do C. K. Armii i od 9 czerwca do 24 sierpnia 1915 służył w szeregach 40 pułku piechoty, po czym został superarbitrowany i powrócił do pracy w gimnazjum. Po wznowieniu nauki w I Gimnazjum nadal pozostawał profesorem, wykładając dotychczasowe przedmioty. Otrzymał VIII rangę służbową od 1 października 1917. Przed 1918 został odznaczony austro-węgierskim Krzyżem Jubileuszowym dla Cywilnych Funkcjonariuszów Państwowych.

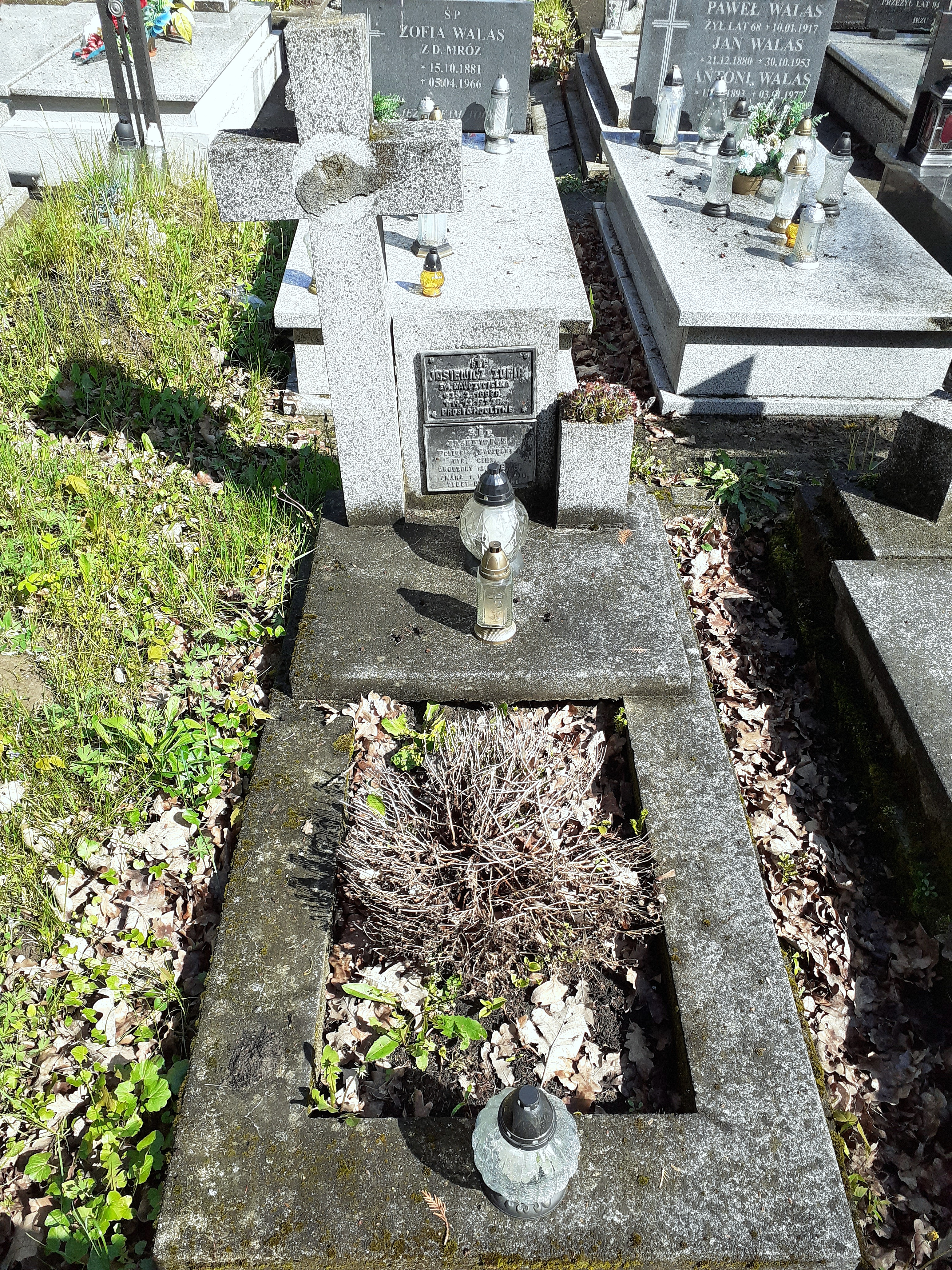
Grobowiec Szczęsnego i Zofii Jasiewiczów

Po odzyskaniu przez Polskę niepodległości u zarania II Rzeczypospolitej wciąż był profesorem przemianowanego I Państwowego Gimnazjum w Rzeszowie, ucząc łaciny, grecki, propedeutyki filozofii, ponownie był pomocnikiem dyrektora (Dezyderego Ostrowskiego, od końca 1920 Jana Kreinera), był też opiekunem drużyny harcerskiej im. Stefana Czarnieckiego. Przed rozpoczęciem roku szkolnego 1922/1923 został mianowany dyrektorem I Państwowego Gimnazjum im. ks. Stanisława Konarskiego w Rzeszowie. Od tego czasu uczył w szkole logiki i psychologii, pozostawał opiekunem drużyny harcerskiej, a w mieście był członkiem Rady Szkolnej Powiatowej. Równolegle, jako etatowym profesor (i dyrektor) rzeszowskiego I Gimnazjum, od jesieni 1920 do 31 sierpnia 1925 piastował posadę dyrektora Prywatnego Gimnazjum Żeńskiego w Rzeszowie. Następnie został mianowany dyrektorem II Państwowego Gimnazjum im. Karola Szajnochy we Lwowie z ważnością od 1 sierpnia 1925. Uczył tam propedeutyki filozofii, był opiekunem drużyny harcerskiej. Po przeniesieniu do Lwowa równolegle był docentem w Państwowym Studium Pedagogicznym we Lwowie.
Zmarł 1 maja 1954 i został pochowany na cmentarzu Pobitno w Rzeszowie. Wraz z nim spoczęła Zofia Jasiewicz, także nauczycielka w Rzeszowie (1889-1977).